# Фюлиньи
Фюлиньи́ (фр. Fuligny) — коммуна во Франции, находится в регионе Шампань — Арденны. Департамент — Об. Входит в состав кантона Сулен-Дюи. Округ коммуны — Бар-сюр-Об.
Код INSEE коммуны — 10163.
Коммуна расположена приблизительно в 185 км к востоку от Парижа, в 75 км южнее Шалон-ан-Шампани, в 50 км к востоку от Труа.

## Население
Население коммуны на 2008 год составляло 51 человек.
| 1962 | 1968 | 1975 | 1982 | 1990 | 1999 | 2008 |
| ---- | ---- | ---- | ---- | ---- | ---- | ---- |
| 92   | 92   | 75   | 69   | 54   | 54   | 51   |

## Администрация
| Период | Период | Фамилия       | Партия | Примечания |
| ------ | ------ | ------------- | ------ | ---------- |
| 2001   | 2008   | Жерар Фарфлан |        |            |
| 2008   |        | Николь Леман  |        |            |

## Экономика
В 2007 году среди 29 человек в трудоспособном возрасте (15—64 лет) 22 были экономически активными, 7 — неактивными (показатель активности — 75,9 %, в 1999 году было 83,3 %). Из 22 активных работали 21 человек (12 мужчин и 9 женщин), безработной была 1 женщина. Среди 7 неактивных 1 человек был учеником или студентом, 5 — пенсионерами, 1 был неактивным по другим причинам.

## Достопримечательности
- Замок Фюлиньи (XVIII век). Памятник истории с 2003 года[3]

## Фотогалерея
- Въезд к замку Фюлиньи
- Церковь
- Памятник погибшим в Первой мировой войне
- Карта коммуны